# Rudolf Lehmann
Rudolf Lehmann (ur. 16 września 1891 w Staßfurt, zm. 14 stycznia 1984 w Marburgu) – niemiecki archiwista i historyk.

## Piśmiennictwo
- Irena Sochacka: Rudolf Lehmann (1891-1984). Rocznik Lubuski. Tom XXVII, Cz. II, 2001, p. 162-165, ISSN 0485-3083